# Quentin Blake
Quentin Blake (* 16. prosince 1932) je britský ilustrátor, karikaturista a autor dětských knih. Ilustroval přes 300 titulů včetně 18 knih britského spisovatele Roalda Dahla. Za svůj přínos na poli dětské ilustrace získal roku 2002 cenu Hanse Christiana Andersena. Je patronem britské Asociace ilustrátorů. První dětskou knihou, kterou ilustroval, byla kniha Johna Yeomana A Drink of Water, která vyšla roku 1960. Dále se podílel mimo jiné na ilustracích v knihách Dr. Seusse a Davida Walliamse.

## Vybraná díla

### Ilustrátor jiných autorů

#### Roald Dahl
- Jakub a obří broskev (James and the Giant Peach, 1961)
- Karlík a továrna na čokoládu (Charlie and the Chocolate Factory, 1964)
- Kouzelný prst či Zázračný prst (The Magic Finger, 1966)
- Fantastický pan Lišák (Fantastic Mr Fox, 1968)
- Karlík a velký skleněný výtah (Charlie and the Great Glass Elevator, 1972)
- Danny, mistr světa (Danny the Champion of the World, 1975)
- Velikananánský krokodýl (The Enormous Crocodile, 1978)
- Prevítovi (The Twits, 1980)
- Jirkova zázračná medicína (George's Marvellous Medicine, 1981)
- Obr Dobr (The BFG, 1982)
- Čarodějnice (The Witches, 1983)
- Kluk: Příběhy z dětství (Boy: Tales of Childhood, 1984)
- Žirafa, pelly a já (The Giraffe and the Pelly and me, 1985)
- Matylda (Matilda, 1988)
- Avlež Kífla (Esio Trot, 1990)
- Vilda a pidipískové (Billy and The Minpins,1991)
- Velké myší spiknutí (Great Mouse plot, 1998)

#### Dr. Seuss
- A Great Day for Up! (1974)

#### David Walliams
- Kluk v sukních (The Boy in the Dress, 2008)
- Pan Smraďoch (Mr Stink, 2009)

### Autor a ilustrátor vlastních děl
- Patrick (1968)
- Jack and Nancy (1969)
- Angelo (1970)
- Snuff (1973)
- Lester at the Seaside (1975)

- Lester and the Unusual Pet (1975)
- The Adventures of Lester  (1977)
- Mister Magnolia (1980)
- Quentin Blake's Nursery Rhyme Book (1983)
- The Story of the Dancing Frog (1984)
- Mrs Armitage On Wheels (1987)
- Quentin Blake's ABC (1989)
- All Join In (1990)
- Cockatoos (1992)
- Simpkin (1993)
- The Quentin Blake Book of Nonsense Verse (1994)
- Clown (1995)
- Mrs Armitage and the Big Wave (1997)
- The Green Ship (1998)
- Zagazoo (1998)
- Zap! The Quentin Blake Guide to Electrical Safety (1998)
- Fantastic Daisy Artichoke (1999)
- Words and Pictures (2000)
- Tell Me a Picture (2001)
- Loveykins (2002)
- Laureate's Progress (2002)
- Mrs Armitage, Queen of the Road (2003)
- A Sailing Boat In The Sky (2003)
- Angel Pavement (2004)
- You're Only Young Twice (2008)
- Daddy Lost his Head (2009)
- Quentin Blake: Beyond the Page (2012)

## Ocenění
Za svůj přínos na poli dětské literatury získal roku 2002 cenu Hanse Christiana Andersena. Roku 2005 mu byl udělen Řád britského impéria. Roku 2004 získal francouzský Řád umění a literatury stupně rytíř a roku 2007 povýšil na stupeň důstojník. Roku 2014 mu bylo uděleno nejvyšší francouzské státní vyznamenání Řád čestné legie.
Jeho kniha Mister Magnolia (1980) byla roku 1980 oceněna medailí Kate Greenawayové. Jeho kniha All Join In (1990) získala roku 1990 cenu Kurta Maschlera.